# CTN
Central Television Network (произнася се Си-Ти-Ен, накратко CTN) е бивш български телевизионен канал.
Каналът стартира на 1 март 2006 г. Излъчва с лиценза на закритата през 2004 г. ТОП ТВ. През 2005 г. фирмата-собственик на ТОП Телевизия сменя името си на CTN. Медията излъчва в ефира на най-големите градове в България. На 25 ноември 2007 г. каналът е спрян, а на негово място стартира TV2.